# 2,147,483,647

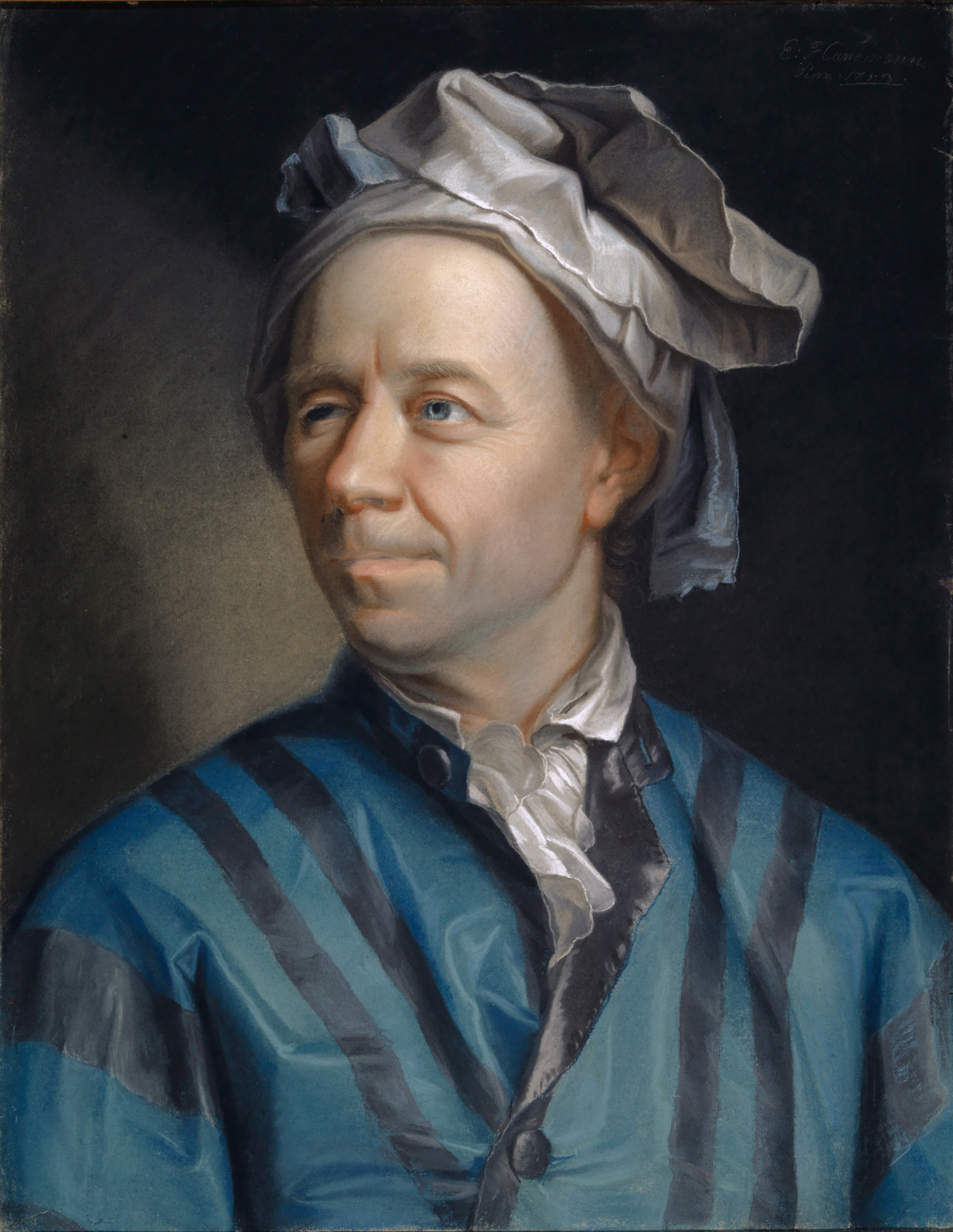
1772년 레온하르트 오일러는 소수임을 증명하였다.

2,147,483,647(이십일억 사천칠백사십팔만 삼천육백사십칠)은 여덟 번째 메르센 소수로 231 - 1과 같다. 이는 알려진 네 가지 이중 메르센 소수 중 하나이기도 하다.
2,147,483,647이 소수라는 증명은 1772년 레온하르트 오일러가 다니엘 베르누이에게 보내는 편지에 기록되어 있다. 오일러는 카탈디의 방법을 발전시킨 나눗셈 시도를 이용하였는데, 372번의 나눗셈을 필요로 했다. 2,147,483,647은 1876년까지 알려진 가장 큰 소수로 남아있었다.

## 바를로의 예측
1811년 앞으로 나올 소수에 흥미가 없었던 피터 바를로는 An Elementary Investigation of the Theory of Numbers 에 다음과 같은 글을 남겼다.
오일러가 231 − 1 = 2147483647이 소수라는 것을 알아내었다. 이 값은 지금까지 알려진 것 중 가장 큰 값이며, 완전수를 넘는 마지막 값이다.(예: 230(231 − 1)) 이에 의거하여 2147483647은 현재 알려진 가장 큰 완전수이며, 앞으로 발견될 값들 중에서도 가장 큰 값이 될 것이다. 이러한 값들은 쓸모가 없고 단지 호기심에 의해 연구된 것으로, 앞으로 누구도 다음 수를 찾기 위한 시도를 하지 않을 것이다.
이 예측은 1814년 바를로의 문헌 A New Mathematical and Philosophical Dictionary 에도 쓰여있다.

## 컴퓨터 연산에서의 2147483647
2,147,483,647은 컴퓨팅에서 32비트 부호 정수형의 최댓값이기도 하다. 그래서 일반적인 CPU위에서 작동하는 많은 프로그래밍 언어에서 변수 int로 선언될 수 있는 최댓값으로 지정되어 있다. 종종 에러, 연산 오버플로, 결측값을 통해 이 값을 찾아볼 수 있다. 마찬가지로 "(214) 748-3647"은 미국에서 대표적인 전화번호로 사용되며, 많은 웹 페이지에서 일반적인 전화번호로 찾아볼 수 있다.
유닉스와 같은 운영체제에서 사용되는 자료유형 time_t은 1970년 1월 1일 자정 UTC를 기준으로 유닉스 시간이 시작된 이후로 초를 세는데 사용되는 32비트 부호 정수형이다. 이 방법으로 표현할 수 있는 마지막 시간은 유닉스 시간이 시작된 이후로 2147483647초를 세었을 때 UTC기준 2038년 1월 19일 화요일 03시 14분 07초로 32비트 time_t 유형을 사용한 시스템은 2038년 문제가 발생할 위험을 안고 있다.
유튜브는 조회수 변수로 32비트 부호 정수형을 사용하고 있었는데 싸이의 강남스타일 조회수가 2,147,483,647 회를 넘길 것을 유튜브 직원이 예측하고 조회수 2,147,483,647 회가 넘어가기 전에 64비트 정수형으로 수정하고 -2147483648 이스터에그를 만들었다.
64비트 정수형의 최댓값은 9,223,372,036,854,775,807이다.

## 같이 보기
- 2의 거듭제곱